# The Kush
The Kush – debiutancki solowy album studyjny amerykańskiego rapera Havoca, członka duetu Mobb Deep. Został wydany 18 sierpnia 2007 roku nakładem wytwórni Nature Sounds. 14 sierpnia został wydany singiel "I'm the Boss" promujący album.
The Kush zadebiutował na 173 miejscu zestawienia Billboard 200.  

## Lista utworów
Na podstawie źródła. Wszystkie utwory zostały wyprodukowane przez Havoca.
| Nr  | Tytuł utworu                                       | Tekst                                     | Długość |
| --- | -------------------------------------------------- | ----------------------------------------- | ------- |
| 1.  | „NY 4 Life”                                        | Kejuan Muchita                            | 3:24    |
| 2.  | „I'm the Boss”                                     | Muchita                                   | 2:39    |
| 3.  | „By My Side” (gościnnie 40 Glocc)                  | Muchita • Tory Gassway                    | 3:01    |
| 4.  | „One Less Nigga”                                   | Muchita                                   | 3:30    |
| 5.  | „Ride Out” (gościnnie Nyce da Future)              | Muchita • Nyce da Future                  | 2:45    |
| 6.  | „Balling Out” (gościnnie Un Pacino)                | Muchita • Un Pacino                       | 2:45    |
| 7.  | „What's Poppin' Tonite”                            | Muchita                                   | 3:04    |
| 8.  | „Class By Myself” (gościnnie Nitti)                | Muchita • Nitii                           | 2:44    |
| 9.  | „Set Me Free” (gościnnie Prodigy & Nyce da Future) | Muchita • Albert Johnson • Nyce da Future | 4:52    |
| 10. | „Be There”                                         | Muchita                                   | 3:38    |
| 11. | „Hit Me Up” (gościnnie Un Pacino)                  | Muchita • Un Pacino                       | 2:29    |
| 12. | „Get Off My Dick”                                  | Muchita                                   | 2:50    |